# Losilla (Zamora)
Losilla es una localidad del municipio de Santa Eufemia del Barco, en la comarca de Alba, provincia de Zamora, España.

## Historia
Durante la Edad Media Losilla quedó integrado en el Reino de León, cuyos monarcas habrían acometido la repoblación de la localidad dentro del proceso repoblador llevado a cabo en la zona. Así, durante los siglos XIII y XIV Losilla perteneció a la Orden del Temple, formando parte de la encomienda templaria de Alba una vez que el rey Alfonso IX de León otorgó a esta Orden la comarca, donación que se hizo efectiva en 1220 tras una posible entrega anterior.
Durante la Edad Moderna, Losilla estuvo integrado en el partido de Carbajales de Alba de la provincia de Zamora, tal y como reflejaba en 1773 Tomás López en Mapa de la Provincia de Zamora. Así, al reestructurarse las provincias y crearse las actuales en 1833, la localidad se mantuvo en la provincia zamorana, dentro de la Región Leonesa, integrándose en 1834 en el partido judicial de Alcañices, dependencia que se prolongó hasta 1983, cuando fue suprimido el mismo e integrado en el Partido Judicial de Zamora.

## Patrimonio
- Iglesia parroquial de Nuestra Señora de la Asunción. De una sola nave, aloja en su interior un retablo datado en el siglo XVI con interesantes escenas bíblicas, además de iconografía religiosa habitual. De mampostería irregular y con remodelaciones diversas presenta dos columnas de capitel en la entrada, está rematada en tejas y la espadaña es de doble vano.

- Arquitectura rural humilde y práctica se muestra en casas típicas construidas con adobe, cuarcita local, pizarra y madera, y en fuentes, palomares y cercados de prados y huertas.

## Naturaleza
Ubicado geográficamente en La Sierra de Cantadores, con un encinar centenario en la zona del Carrascal, una laguna y un área de ocio acondicionada en las Eras, -en el casco urbano-, medio ambiente, fauna y flora conforman el principal potencial de la localidad que ofrece paisajes de Tierra de Alba y parajes como el de Valdemariña en los que practicar senderismo, avistamiento de fauna, reconocimiento de flora o simplemente relax entre manchas boscosas de diversas especies de serranía.

## Fiestas
Las Fiestas Patronales de Losilla se celebran el 15 y 16 de agosto en honor de la Asunción y San Roque combinando actos populares y religiosos –Misa y procesión, folclore, juegos tradicionales, bailes y espectáculos musicales o lúdicos acompañados por degustaciones gastronómicas tradicionales. En febrero por San Blas y también en San Isidro Labrador -en mayo- cumplen los ritos religiosos festivos.